# Kvarntjärnen (Sorsele socken, Lappland, 724945-159857)
Kvarntjärnen är en sjö i Sorsele kommun i Lappland och ingår i Umeälvens huvudavrinningsområde. Sjön har en area på 0,0957 kvadratkilometer och ligger 299 meter över havet. Kvarntjärnen ligger i Vindelälven Natura 2000-område. Sjön avvattnas av vattendraget Abmobäcken.

## Delavrinningsområde
Kvarntjärnen ingår i det delavrinningsområde (724886-159705) som SMHI kallar för Ovan 725001-159892. Medelhöjden är 316 meter över havet och ytan är 6,95 kvadratkilometer. Räknas de 11 avrinningsområdena uppströms in blir den ackumulerade arean 150,75 kvadratkilometer. Abmobäcken som avvattnar avrinningsområdet har biflödesordning 4, vilket innebär att vattnet flödar genom totalt 4 vattendrag innan det når havet efter 267 kilometer. Avrinningsområdet består mestadels av skog (92 procent). Avrinningsområdet har 0,37 kvadratkilometer vattenytor vilket ger det en sjöprocent på 5,3 procent.